# 193a Brigada Mixta (Exèrcit Popular de la República)
La 193a Brigada Mixta va ser una de les Brigades Mixtes creades per l'Exèrcit Popular de la República per a la defensa de la Segona República Espanyola. Va estar present al front d'Extremadura durant tota la seva activitat bèl·lica.

## Historial
La unitat va ser creada oficialment el 30 d'abril de 1938 en Siruela i Castilblanco, integrada en la 53a Divisió del XVII Cos d'Exèrcit. El mes de juliol l'estructuració de la Brigada estava molt endarrerida i es va haver de completar amb reservistes de les quintes de 1925 i 1926, que no obstant això eren d'una edat massa adulta per a intervenir en operacions militars. Va passar llavors a la 51a Divisió del VIII Cos d'Exèrcit de l'Exèrcit d'Extremadura i el comandament de la Brigada va recaure en el major Blas Coronado.
Va intervenir en les operacions de Peñalsordo-Zarzacapilla i Capilla, a l'agost de 1938, cobrint posicions a Peñalsordo; també va col·laborar en un atac a les posicions franquistes en Almagrera. En la defensa de Valsequillo va sofrir grans baixes i va haver de ser retirada per a reposar pèrdues. A l'octubre va ser rellevada per la 194a Brigada Mixta i traslladada al sector de Belalcázar, reemplaçant, al seu torn, a la 43a Brigada Mixta i cobrint el front des de l'Oest del ferrocarril Córdoba-Almorchón fins al camí de Bélmez de la Moraleda a Fuente Lancha. Amb posterioritat va passar a quedar agregada a la 41a Divisió del VII Cos d'Exèrcit. No va arribar a participar en la batalla de Peñarroya i al febrer de 1939 ocupava posicions al nord de l'estació de Zújar, on es va mantenir fins al final de la guerra.

## Comandaments
Comandants
- major de milícies Blas Coronado Martínez;